# Dolmen de Lamalou
Le dolmen de Lamalou est un dolmen situé à Rouet, dans le département français de l'Hérault.

## Protection
L'édifice est classé au titre des monuments historiques en 1954. Il a été restauré en 1977.

## Description
C'est l'un des rares dolmens a avoir conservé la quasi-totalité de ses éléments de construction (tumulus, couloir, antichambre, chambre et dalles de couverture). Le dolmen est enserré dans un grand tumulus  mesurant 21 m de diamètre et 2,20 m de hauteur, atteignant jusqu'à cinq plaques de recouvrement,. On accède à la chambre, précédée d'une antichambre, par un couloir de 6,5 m de long et 1 m de large, délimité par des murs en pierres sèches,. L'antichambre (1,90 m sur 1,10 m) est matérialisée par deux orthostates et recouverte de deux tables de couverture. La chambre funéraire mesure 2,20 m de longueur sur 1,60 m de large pour une hauteur de 2,05 m. Elle est recouverte par une unique table de couverture (3,20 m sur 2,90 m).